# Wafa Zaroual
Wafa Zaroual (* 24. September 1996) ist eine marokkanische Leichtathletin, die sich auf den Mittelstreckenlauf spezialisiert hat.

## Sportliche Laufbahn
Erste internationale Erfahrungen sammelte Wafa Zaroual im Jahr 2023, als sie bei den Arabischen Meisterschaften in Marrakesch in 4:27,01 min die Silbermedaille im 1500-Meter-Lauf hinter ihrer Landsfrau Rababe Arafi gewann. Kurz darauf gewann sie bei den Panarabischen Spielen in Algier in 2:07,29 min die Bronzemedaille im 800-Meter-Lauf hinter ihrer Landsfrau Assia Raziki und Marta Yota aus Bahrain und über 1500 Meter sicherte sie sich in 4:18,08 min die Silbermedaille hinter der Bahrainerin Yota. Zudem siegte sie dort in 3:35,80 min in der 4-mal-400-Meter-Staffel.
In den Jahren 2018 und 2019 wurde Zaroual marokkanische Meisterin im 800-Meter-Lauf.

## Persönliche Bestleistungen
- 800 Meter: 2:03,58 min, 7. Juni 2023 in Saint-Maur-des-Fossés
  - 800 Meter (Halle): 2:08,50 min, 19. Februar 2020 in Liévin
- 1500 Meter: 4:18,08 min, 4. Juli 2023 in Algier